# Сычук, Александр Емельянович
Александр Емельянович Сычук (род. 13 марта 1930-11 марта 2018) — комбайнёр совхоза «Хайрузовский» Большенарымского района Восточно-Казахстанской области, Казахская ССР. Герой Социалистического Труда (1967).

## Биография
Родился 13 марта 1930 года в крестьянской семье в селе Усть-Нарым Катон-Карагайского района Семипалатинского округа Казахской АССР (ныне Восточно-Казахстанская область Казахстана). Трудовую деятельность начал в годы Великой Отечественной войны в колхозе имени Чапаева. После окончания курсов механизаторов с 1942 года работал трактористом. С 1950 года по 1953 год служил в армии. После возвращения из армии продолжил работу в родном колхозе, который был переименован в 1961 году в отделение колхоза «Хайрузовский» Большенарымского района Восточно-Казахстанской области.
Ежегодно добивался высоких достижений при уборке урожая. В 1964 году, обработав 381 гектаров вместо запланированных 226 гектаров, обмолотил 6340 центнеров зерновых вместо запланированных 3350 центнеров. В 1965 году скосил 439 гектаров посевных площадей и намолотил 5024 центнеров вместо запланированных 2912 центнеров. В 1966 году обработал 645 гектаров при норме в 352 гектаров и намолотил 12323 центнера зерна, превысив план в 2,8 раза. В этом же году убрал 57 гектаров подсолнечника, получив в среднем по 977 центнеров семян с каждого гектара. За достигнутые успехи в увеличении производства и заготовок зерна в 1966 году удостоен звания Героя Социалистического Труда указом Президиума Верховного Совета СССР от 8 апреля 1971 года с вручением ордена Ленина и золотой медали «Серп и Молот».
После выхода на пенсию проживал в Большенарымском районе Восточно-Казахстанской области.

## Награды
- Герой Социалистического Труда;
- Орден Ленина (1967);
- Орден Трудового Красного Знамени — дважды (13.12.1972; 24.12.1976);
- Медаль «За доблестный труд в Великой Отечественной войне 1941—1945 гг.»